# 岸根敏幸
岸根 敏幸（きしね としゆき、1963年 - ）は、日本の宗教学者、神話学者。福岡大学人文学部教授。研究テーマは神話と宗教を中心とする思想文化研究。

## 略歴
広島県尾道生まれ。横浜育ち。1988年早稲田大学第一文学部卒業。1995年東京大学大学院人文科学研究科博士課程単位取得満期退学。1998年「チャンドラキールティの中観思想」で博士（文学）。2000年福岡大学人文学部助教授、2005年同教授。

## 著書
- 『チャンドラキールティの中観思想』（大東出版社、2001）
- 『宗教多元主義とは何か —宗教理解への探求—』（晃洋書房、2001）
- 『日本の宗教 —その諸様相—』（晃洋書房、2004）
- 『日本の神話 —その諸様相—』（晃洋書房、2007）
- 『古事記神話と日本書紀神話』（晃洋書房、2016）